# 朝鮮教育令
朝鮮教育令（ちょうせんきょういくれい、旧字体：朝󠄁鮮敎育令）は、日本統治時代の朝鮮において同地の教育を包括的に規定した勅令である。
朝鮮総督府が教育を実施・監督するにあたり、その特殊な環境条件を考慮して制定・公布された。

## 第一次朝鮮教育令
最初の朝鮮教育令（明治44年8月24日勅令第229号）は、1911年（明治44年）8月24日（韓国併合の翌年）に公布された。施行期日は朝鮮総督が定める（附則第1項）とされ、明治44年10月20日朝鮮総督府令第109号によって、同年11月1日より施行された。2章（第1章 綱領・第2章 学校）30条からなり、教育ニ関スル勅語の趣旨に基づき忠良な国民を育成することを教育の本義とし、教育を大きく「普通教育」・「実業教育」・「専門教育」の3種類に分けて規定している。適用対象は「朝鮮ニ於ケル朝鮮人ノ教育」（第1条）とされ、内地人は対象外であった。

### 普通教育
普通の知識・技能を授け、国民（日本人）としての性格を涵養し、国語（日本語）を普及することを目的とする。普通教育を行う学校として普通学校、高等普通学校、女子高等普通学校が置かれた。
普通学校
修業年限を4年（3年に短縮可）、入学資格を8歳以上とする。
高等普通学校
修業年限を4年、入学資格を普通学校（4年）を卒業した12歳以上の男子とする。官立（国立）高等普通学校には、師範科か教員速成科の設置が可能。
- 師範科 - 修業年限を1年、入学資格を高等普通学校（4年）の卒業者とする。
- 教員速成科 - 修業年限を1年以内、入学資格を16歳以上で高等普通学校2年修了者とする。

女子高等普通学校
修業年限を3年（男子より1年短い）、入学資格を普通学校（4年）を卒業した12歳以上の女子とする。技芸科（12歳以上の女子で修業年限3年以内）の設置が可能で、官立（国立）女子高等普通学校への師範科（女子高等普通学校（3年）の卒業者で修業年限は1年）の設置を可能としている。

### 実業教育
農業・商業・工業等に関する知識技能を授けることを目的とする。実業教育を行う学校として実業学校（第20～24条）が置かれ、実業学校は、農業学校、商業学校、工業学校、簡易実業学校に分けられる。
実業学校の修業年限を2年ないし3年とし、入学資格を普通学校（4年）を卒業した12歳以上の者とされたが、簡易実業学校の修業年限および入学資格に関しては朝鮮総督が別に規定することとされた。

### 専門教育
高等の学術・技芸を授けることを目的とする。専門教育を行う学校として専門学校（第26・27条）が置かれた。
専門学校は、修業年限を3年ないし4年、入学資格を高等普通学校を卒業した16歳以上の者とされた。

## 第二次朝鮮教育令
第二次朝鮮教育令は、第一次朝鮮教育令を廃止し、1922年（大正11年）2月6日に公布され、同年4月1日に施行された。後に全部改正され、第三次朝鮮教育令（昭和13年3月4日勅令第103号）となる（後述）。

### 変更点
- 適用対象を「朝鮮ニ於ケル教育」（第1条）とし、朝鮮人だけではなく、内地人も対象とした。ただし「国語（日本語）を常用」により実質的に区分を残理した。
- 国語（日本語）を常用する者への普通教育を小学校令・中学校令・高等女学校令に基づき、小学校・中学校・高等女学校で行う[4]。
- 国語（日本語）を常用しない者への普通教育を普通学校・高等普通学校・女子高等普通学校で行う[4]。
- 普通学校・高等普通学校・女子高等普通学校の修業年限および入学資格を小学校・中学校・高等女学校のものに合わせる。

普通学校
修業年限を6年（5年または4年に短縮可能）、入学資格を6歳以上とする。高等科（修業年限2年）・補習科の設置が可能。
高等普通学校
修業年限を5年、入学資格を修業年限6年の普通学校を卒業した12歳以上の男子とする。補習科の設置が可能。
女子高等普通学校
修業年限を5年または4年（土地の情況によって3年に短縮可能）、入学資格を修業年限6年の普通学校を卒業した12歳以上の女子（修業年限3年の女子高等普通学校の入学資格は普通学校高等科を卒業した者）とする。補習科の設置が可能。
- 実業教育に関しては実業学校令に、専門教育に関しては専門学校令にしたがう。
- 大学教育およびその予備教育の規定が新しく加えられ、大学令にしたがう。
- 師範教育・師範学校の規定が新しく加えられる。
  - 小学校教員を養成する「第1部」と普通学校教員を養成する「第2部」に分ける。
  - 修業年限 - 男子は6年（普通科5年・演習科1年）、女子は5年（普通科4年・演習科1年）
  - 入学資格 - 普通科の場合は尋常小学校を卒業した12歳以上の者、演習科の場合は普通科の修了者、または中学校か修業年限4年の高等女学校の卒業者。
  - 特科（修業年限:3年または2年、入学資格:修業年限2年の高等小学校卒業者）の設置が可能。
  - 研究科・講習科の設置が可能（ただし特科のみの師範学校には研究科を設置できない）。
  - 師範学校に附属小学校と附属普通学校を設置する（公立小学校・普通学校を代用することも可能）。
  - 師範学校は官立（国立）か公立とし、公立の師範学校は、道地方費に限って設立可能。
  - 官立の高等普通学校か女子高等普通学校に師範学校の第2部演習科または講習科を附置することも可能。

## 第三次朝鮮教育令
第二次朝鮮教育令を全部改正したもの（昭和13年3月4日勅令第103号）。1938年（昭和13年）3月4日に公布され、同年4月1日に施行された。

### 変更点
- 普通教育について、小学校令、中学校令、高等女学校令に依ることとし、普通教育を行う学校を小学校・中学校・高等女学校のみとし、普通学校・高等普通学校・女子高等普通学校の名称を廃止（第2条第1項）した。ただし朝鮮総督が特殊な事情により別段の定めができる（第2条第2項）とした。この規定に基づく小学校規程（昭和13年朝鮮総督府令第24号）は、小学校の設置、職員、費用の負担、授業料、管理及び監督並びに児童の就学について小学校令を適用しない（小学校規程第5条）とし、朝鮮について義務制度は実施されなかった。更に公立小学校について月1円以内の授業料の徴収を可能（小学校規程第84条第1項）としていた。また修学期間について、当分の間、土地の状況により尋常小学校について4年に短縮が可能であった（小学校規程第12条第1項）。
- 師範学校の修業年限を変更し、男子を7年（普通科5年・演習科2年）、女子を6年（普通科4年・演習科2年）とする。また特科に代わり、尋常科（修業年限:男子5年・女子4年、入学資格:尋常小学校を卒業した者）の設置が可能となる。

### 一部改正
- 1941年（昭和16年）- 国民学校令の公布等に伴う一部改正（昭和16年勅令第254号）。
  - 小学校令を国民学校令に、尋常小学校を国民学校初等科に、高等小学校を国民学校高等科に変更。
  - このとき、小学校規程が国民学校規程（昭和16年朝鮮総督府令第90号）に改正され、朝鮮語が必須科目から随意科目となり、ハングル文字を使った授業が実質的に廃止された。
- 1943年（昭和18年）- 中等学校令の公布による一部改正（昭和18年勅令第113号）。
  - 中学校令を中等学校令の中学校に関する部分に変更。
  - 高等女学校令を中等学校令の高等女学校に関する部分に変更。
  - 実業学校令を中等学校令の実業学校に関する部分に変更。
  - 師範学校について師範教育令の師範学校に関する部分による変更し、拡充した。

## 実効性喪失
日本法令索引(国立国会図書館）は、実効性喪失としている。